# Полуавтоматическая сварка
Механизированная сварка — процесс сварки, при котором присадочная проволока подается с постоянной или переменной скоростью в зону сварки и одновременно в эту же зону поступает активный (к примеру: углекислый газ) или инертный газ (к примеру: аргон) или газовые смеси, который обеспечивает защиту расплавленного или нагретого электродного и основного металлов от вредного воздействия окружающего воздуха. Защитный газ при этом подается из баллона (о маркировке см. здесь) через газовый редуктор.
Кроме того, что механизированная сварка обеспечивает высокое качество шва, значительно облегчается поджиг дуги, резко возрастает удобство и скорость работы — сварщик избавлен от необходимости смены электродов.